# Wipers
Wipers was een Amerikaanse punkgroep, die in 1977 in Portland, Oregon werd opgericht. De band was een van de eerste in zijn genre in Amerika en de typerende strakke songstructuren in combinatie met veel distortion worden beschouwd als zeer invloedrijk. Zo heeft Nirvana een aantal nummers gecoverd. Tevens stond de band bekend als voorvechter van de DIY-mentaliteit. Gitarist Greg Sage was als songwriter de centrale figuur in de Wipers.

## Oorsprong
Van oorsprong was de Wipers slechts een studioproject, waarbij het plan was om in 10 jaar 15 albums op te nemen zonder aan toeren of andere promotionele activiteiten te doen. De gedachte van Sage was dat er zich door het gebrek aan traditionele promotie een mythe rond de band zou vormen, die er toe zou leiden dat de luisteraar met meer aandacht en fantasie de opnames tot zich zou nemen. Sage ging ervan uit dat het niet moeilijk zou zijn pers, optredens en interviews te vermijden. Hij zag muziek meer als kunst dan als entertainment. 
Maar al gauw kwam de band erachter dat de oorspronkelijke filosofie moeilijk in de praktijk te brengen was. De meeste labels accepteerden de voorwaarden van de Wipers niet, aangezien voor hun muziek in de eerste plaats een zakelijke aangelegenheid was. Het was toentertijd nog uitzonderlijk om als artiest zo'n onafhankelijke opstelling in te nemen. Sage ervoer dat het vrijwel onmogelijk was om het begrip artiest in te vullen op manier die hem oorspronkelijk voor ogen stond en dat overleven gelijkstond aan compromissen doen, zo deden de Wipers uiteindelijk toch aan optredens en gaven ze zelfs een live-album uit. 

## Loopbaan
Het eerste album van de Wipers Is This Real kwam uit in 1978 op Park Avenue Records. Hoewel het oorspronkelijk was opgenomen op een viersporenrecorder in de oefenstudio van de band, stond het label er op dat de band een professionele studio zou gebruiken. Het album leverde band in eerste instantie weinig bekendheid op, maar na verloop van tijd verkreeg het een cultstatus.
Is This Real? werd in 1981 gevolgd door Youth of America, waarmee de band langere songstructuren verkend. Met name het titelnummer, dat getypeerd wordt door een stuwende gitaarsolo, staat in sterk contrast met de overheersende punkstroming in die tijd die juist gericht was op snelle en korte nummers. Het militante en in distortion gedrenkte Over The Edge was het eerste Wipers-album dat gelijk enig succes oogstte.  De single "Romeo" kreeg zelfs een bescheiden vorm van airplay.
Veel van de gebruikte opnametechnieken en muziekinstrumenten waren zelf door Sage en de band ontwikkeld. De band was doelbewust afhankelijk van mond-tot-mondreclame om hun albums te promoten. Interviews werden afgeslagen en in vergelijking met andere bands speelden ze maar weinig live-optredens. Aan het eind van de jaren tachtig ging de Wipers voor het eerst uit elkaar. In de jaren negentig richtte Sage de band weer op en bracht nog drie albums uit, maar hij sloeg een aanbod af om als voorprogramma voor de megasterren van Nirvana te spelen.

## Invloed
De Wipers werden bekender toen de populaire grungeband Nirvana twee nummers van Is This Real? coverde. Kurt Cobain beweerde daarnaast zeer door de band beïnvloed te zijn. De Wipers gelden als invloedrijk op de grungescene in het algemeen, waarbij ze door bands als The Melvins, Mudhoney en Dinosaur Jr worden aangehaald.

## Discografie
- Is This Real? (1979)
- Alien Boy (EP) (1980)
- Youth of America (1981)
- Over the Edge (1983)
- Wipers Live (1985)
- Land of the Lost (1986)
- Follow Blind (1987)
- The Circle (1988)
- The Best of Wipers and Greg Sage (1990)
- Silver Sail (1993)
- The Herd (1996)
- Power in One (1999)
- Wipers Box Set (2001)